# Семич
Семич (словен. Semič) је градић и управно средиште истоимене општине Семич, која припада Југоисточнословеначкој регији у Републици Словенији.
По попису становништва из 2011. године, насеље Семич имало је 2.000 становника.